# Athlon Classic
L'Athlon originale, o Athlon Classic, fu il primo processore della settima generazione di processori x86 di AMD denominata K7, in onore della precedente serie K6 anche se costruttivamente i processori erano differenti sotto molti aspetti. AMD ha continuato a chiamare Athlon anche l'ottava generazione (K8) dei propri processori.

## Athlon Classic

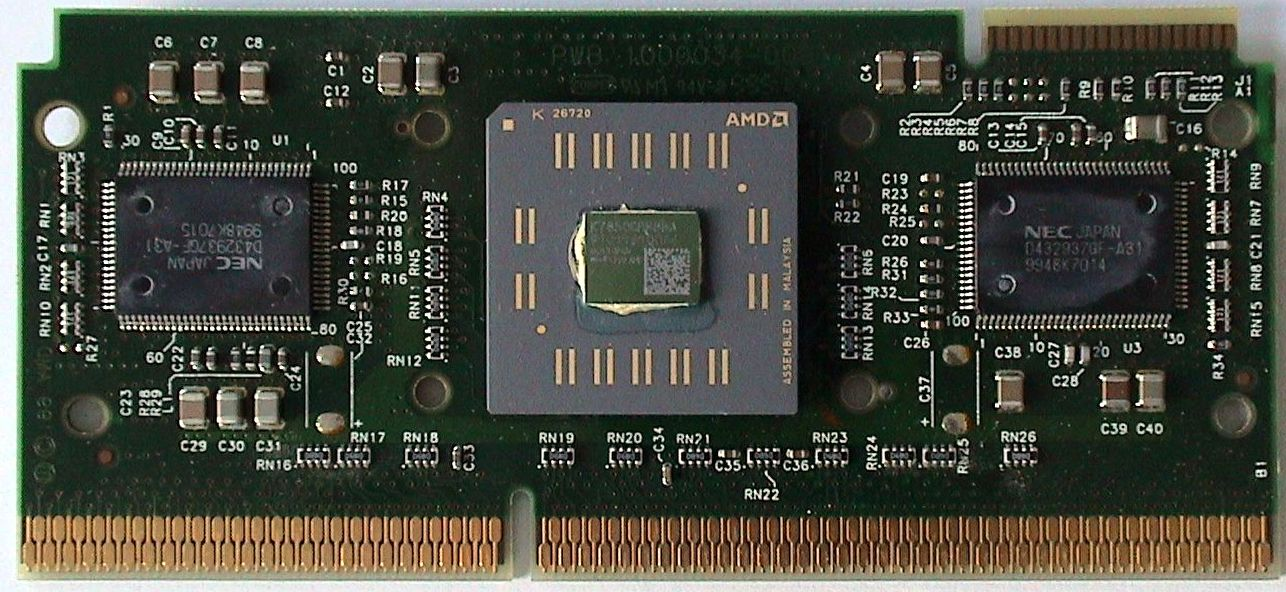
Processore Athlon per Slot-A. Si noti la cache L2 esterna al chip.

L'Athlon originale debuttò il 21 agosto 1999 ed il nome Athlon fu scelto da AMD come diminutivo di "decathlon" per garantire una visibilità commerciale maggiore distaccandosi dai vecchi nomi dei propri processori come K6 o K5 che non avevano avuto un grande successo. La prima versione del core Athlon, chiamata K7 o Argon, fu disponibile inizialmente in vendita con velocità comprese tra 500 e 700 MHz per Slot A. Più tardi fu introdotta una revisione del core argon chiamata K75 (Rispettivamente i core Pluto e Orion) che riuscì ad arrivare alla soglia dei 1000 MHz grazie ad un nuovo processo produttivo (0,18 micron al posto dei vecchi 0,25 µm) ed a dei voltaggi operativi leggermente aumentati. Anche questa revisione del processore era compatibile come la prima con il set di istruzioni standard x86 e veniva inserito nella scheda madre meccanicamente in uno slot simile (ma non compatibile nei pin) allo Slot 1 del Pentium II, per l'appunto lo Slot A.

Internamente i primi Athlon erano essenzialmente un core K6 reso compatibile col protocollo bus EV6 (usato per la prima volta sul DEC Alpha 21264 RISC). AMD concentrò molti sforzi nel miglioramento dell'unità floating-point del K6 e vi inserì 2x64 KB di Cache di primo livello. Come il Pentium II della Intel e il Pentium III Katmai, presentava una cache secondaria di 512KB, inserita esternamente al chip ma ancora all'interno del modulo dello Slot A e fatta funzionare ad una velocità minore del core: inizialmente alla metà (fino a 700 MHz), ma in seguito ai 2/5 (fino a 850 MHz) o anche a 1/3 (fino a 1 GHz) della velocità del core principalmente a causa dei costi e dei problemi di fornitura di una RAM di grosse dimensioni e dell'incapacità allora di integrare una grossa quantità di cache on-chip. 

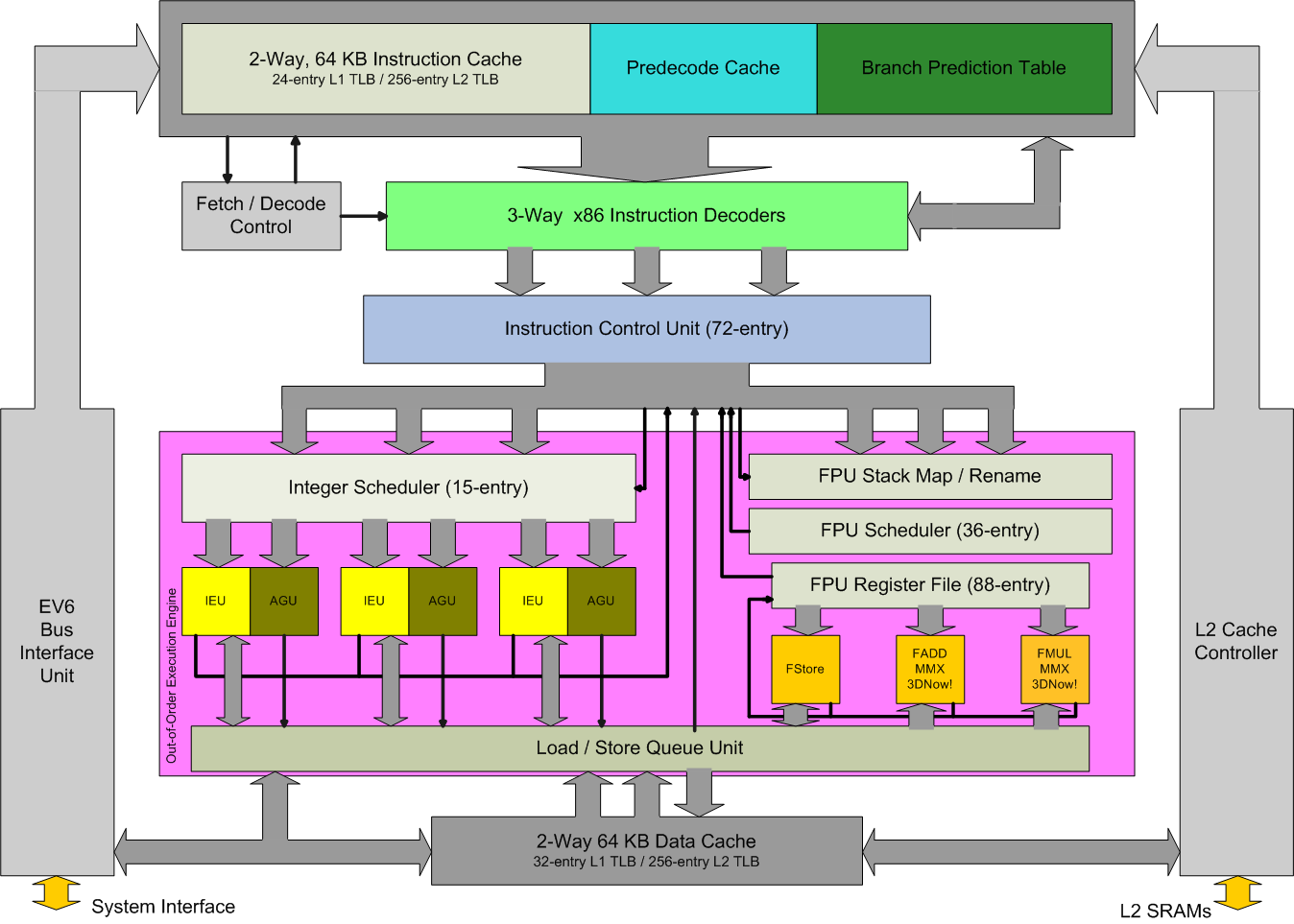
Architettura interna dell'Athlon Classic

In termini di mercato, l'Athlon Classic fu un enorme successo non solo per merito proprio, ma anche perché Intel, normalmente affidabile, incontrò in questo periodo una serie di problemi di produzione, design, e di controllo della qualità. In particolare, il passaggio di Intel al processo di produzione a 0.18 µm, che iniziò nel tardo 1999 e si svolse fino alla metà del 2000, fu caotico, e ci fu una grave insufficienza di Pentium III nel mercato. Molti commercianti di PC da tempo esclusivi Intel trovarono la combinazione delle eccellenti performance e del ragionevole prezzo dell'Athlon allettante, e la prospettiva di poterne avere in quantità abbondante. Al contrario, AMD organizzò un passaggio di produzione notevolmente intelligente, ebbe a disposizione ampie forniture e le vendite dell'Athlon andarono di bene in meglio.

## Athlon Thunderbird (T-Bird)

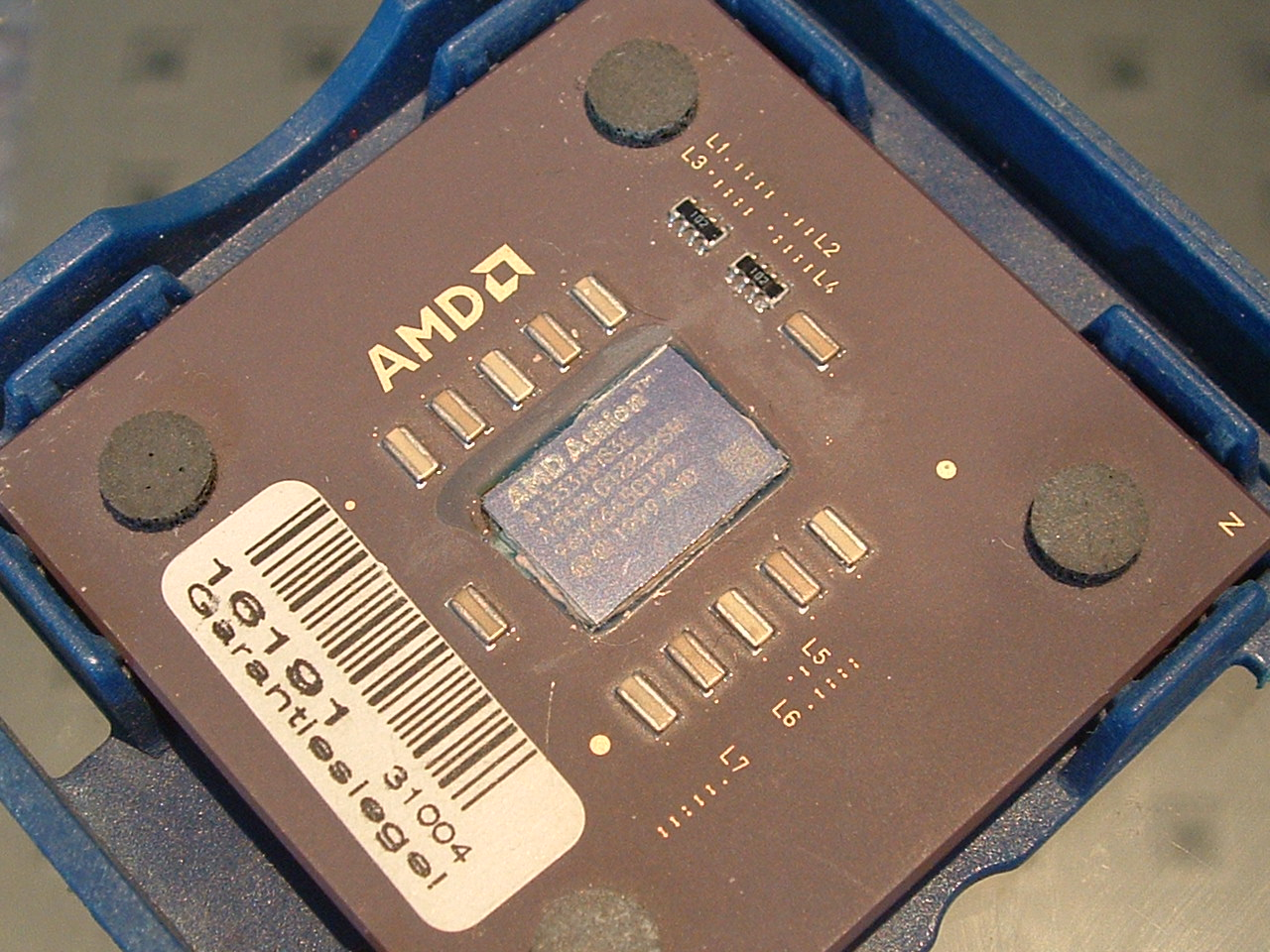
Athlon Thunderbird

La seconda generazione dell'Athlon, core Thunderbird, debuttò il 4 giugno 2000. Questa versione dell'Athlon uscì in formato PGA e non più in formato Card per Slot A. Naturalmente, contemporaneamente all'uscita di questo nuovo processore, fu introdotto un nuovo socket per poterlo ospitare, il Socket 462, detto anche Socket A. Furono prodotte, comunque, versioni del processore da 650 a 1000 MHz per Slot A vista la richiesta di mercato. La più grande differenza rispetto ai predecessori fu la cache; come fece Intel quando sostituì il vecchio Pentium 3 core Katmai col molto più veloce P-III core Coppermine, AMD sostituì la cache esterna da 512 KB a velocità ridotta dell'Athlon Classic con 256 KB di una cache integrata sul chip a piena velocità, anche se può sembrare che metà cache possa far perdere in prestazioni la velocità molto elevata superava abbondantemente questo problema e permetteva prestazioni molto migliori rispetto alle vecchie versioni.
La sua architettura dettò nuovi standard in quanto a prestazioni per ciclo di clock, era molto più efficiente di quella del Pentium 4, il quale da questo lato era a sua volta inferiore al Pentium 3. I processori Intel per avere le stesse performance del Thunderbird dovevano funzionare ad una maggiore frequenza e questo gap aumentò ulteriormente con il lancio della terza generazione dell'Athlon (l'Athlon XP). Nell'ottobre 2000 fu introdotto l'Athlon modello "C", con il front side bus della scheda madre passato a 133 MHz (FSB 266) dal precedente modello a 100 MHz ottenendo prestazioni migliori di circa il 10% rispetto al modello "B".
Il Thunderbird fu il processore di maggior successo di AMD dai tempi dell'Am386DX-40 di dieci anni prima. I design delle schede madri erano molto migliorati in questo periodo, e il piccolo cerchio di costruttori che supportavano l'Athlon crebbe fino ad includere tutti i maggiori produttori. La nuova fabbrica a Dresda cominciò a funzionare, permettendo una maggiore produzione ed un contenimento dei prezzi, e la tecnologia di produzione fu migliorata dal passaggio a collegamenti in rame.

## Modelli
K7 (Argon) 
- L1-Cache: 64 + 64 KB (Dati + Istruzioni)
- L2-Cache: 512 KB (Esterna alla CPU ed a velocità dimezzata)
- MMX, Enhanced 3DNow!
- Slot A, EV6 a 100 MHz Front Side Bus (FSB 200)
- Voltaggio (VCore): 1,60V
- Data rilascio: 23 giugno 1999
- Processo produttivo: 0,25 µm
- Dati sul die del processore: 184 mm² e 22,0 milioni di Transistor
- Velocità: 500 - 700 MHz
  - 500 MHz (250 MHz L2-Cache) 23 giugno 1999
  - 550 MHz (275 MHz L2-Cache) 23 giugno 1999
  - 600 MHz (300 MHz L2-Cache) 23 giugno 1999
  - 650 MHz (325 MHz L2-Cache) 9 agosto 1999
  - 700 MHz (350 MHz L2-Cache) 4 ottobre 1999

 K75 (Pluto/Orion) 
- L1-Cache: 64 + 64 KB (Dati + Istruzioni)
- L2-Cache: 512 KB (Esterna alla CPU a velocità dell'ordine di: 1/2, 2/5 o 1/3 in base al modello)
- MMX, Enhanced 3DNow!
- Slot A, EV6 a 100 MHz Front Side Bus (FSB 200)
- Voltaggio (VCore): 1,60V - 1,80V
- Data rilascio: 29 novembre 1999
- Processo produttivo: 0,18 µm
- Dati sul Die del processore: 108 mm² e 22,0 Milioni di Transistor
- Velocità: 550 - 1.000 MHz
  - 550 MHz (275 MHz L2-Cache) 29 novembre 1999
  - 600 MHz (300 MHz L2-Cache) 29 novembre 1999
  - 650 MHz (325 MHz L2-Cache) 29 novembre 1999
  - 700 MHz (350 MHz L2-Cache) 29 novembre 1999
  - 750 MHz (300 MHz L2-Cache) 29 novembre 1999
  - 800 MHz (320 MHz L2-Cache) 6 gennaio 2000
  - 850 MHz (340 MHz L2-Cache) 11 febbraio 2000
  - 900 MHz (300 MHz L2-Cache) 6 marzo 2000
  - 950 MHz (317 MHz L2-Cache) 6 marzo 2000
  - 1.000 MHz (333 MHz L2-Cache) 6 marzo 2000

 Thunderbird 
- L1-Cache: 64 + 64 KB (Dati + Istruzioni)
- L2-Cache: 256 KB interna al processore
- MMX, Enhanced 3DNow!
- Slot A, EV6 a 100 MHz Front Side Bus (FSB 200)
- Socket A, EV6 a 100 MHz (FSB 200, Modello B) e a 133 MHz (FSB 266, Modello C) Front Side Bus
- Voltaggio (VCore): 1,70V - 1,75V
- Data rilascio: 5 giugno 2000
- Processo produttivo: 0,18 µm
- Dati sul Die del processore: 120 mm² e 37,0 Milioni di Transistor
- Velocità:
  - Slot A: 650 - 1000 MHz
    - 650 MHz 5 giugno 2000
    - 700 MHz 5 giugno 2000
    - 750 MHz 5 giugno 2000
    - 800 MHz 5 giugno 2000
    - 850 MHz 5 giugno 2000
    - 900 MHz 5 giugno 2000
    - 950 MHz 5 giugno 2000
    - 1.000 MHz 5 giugno 2000

  - Socket A, 100 MHz FSB (Modello B): 650 - 1400 MHz
    - 650 MHz 5 giugno 2000
    - 700 MHz 5 giugno 2000
    - 750 MHz 5 giugno 2000
    - 800 MHz 5 giugno 2000
    - 850 MHz 5 giugno 2000
    - 900 MHz 5 giugno 2000
    - 950 MHz 5 giugno 2000
    - 1.000 MHz 5 giugno 2000
    - 1.100 MHz 28 agosto 2000
    - 1.200 MHz 17 ottobre 2000
    - 1.300 MHz 22 marzo 2001
    - 1.400 MHz 6 giugno 2001

  - Socket A, 133 MHz FSB (Modello C): 1.000 - 1.400 MHz
    - 1.000 MHz 30 ottobre 2000
    - 1.133 MHz 30 ottobre 2000
    - 1.200 MHz 30 ottobre 2000
    - 1.333 MHz 22 marzo 2001
    - 1.400 MHz 6 giugno 2001